# Caroline von Heydebrand
Caroline Agathe Elisabeth Ferdinande von Heydebrand und der Lasa (* 22. Dezember 1886 in Breslau; † 23. August 1938 in Gerswalde) war eine deutsche anthroposophische Pädagogin, die die Waldorfpädagogik in ihren Anfängen entscheidend mitgeprägt hat.

## Leben und Wirken
Caroline war das zweite von neun Kindern des kgl. preuß. Landrats Georg I. von Heydebrand und der Lasa und dessen Ehefrau Elise, geb. von Prittwitz und Gaffron. Oskar von Heydebrand und der Lasa und Agathe von Salisch (* 1832; † 1881) waren ihre Großeltern väterlicherseits.
Ihre Kindheit und Jugend verbrachte sie in Breslau, Oppeln, Liegnitz und für ein Jahr in Osnabrück, wohin der Vater kurz vor seinem Tod als Regierungsrat berufen wurde. Entsprechend ihrer vornehmen Herkunft erhielt sie die damals übliche Ausbildung für Mädchen ihres Standes, teils von einer Erzieherin und an Privatschulen. Zudem wurde sie auf eine „standesgemäße“ Ehe vorbereitet. Doch „das Gesellschaftsleben der Zeit, in der Caroline aufwuchs, lag ihrem Wesen absolut nicht. Bälle und ähnliche Veranstaltungen mied sie, wo ihr nur möglich war, oft zum Schmerz ihrer Eltern; dies alles war ihr fad und zuwider. Sie lebte nur ihren geisteswissenschaftlichen Interessen.“
Nach einem intensiven Sprachstudium in Genf ging sie nach Berlin. Dort besuchte sie von 1908 bis 1909 die von Helene Lange begründeten Gymnasialkurse. Die Hochschulreife legte sie als Extraneus am Berliner Königstädtischen Realgymnasium ab. Ab 1910 studierte Heydebrand Germanistik, Geschichte und Philosophie in München, Basel, Berlin und Greifswald. In München lernte sie über ihren Bruder Wilhelm Rudolf Steiner kennen. Daraufhin setzte sie sich verstärkt mit der Anthroposophie auseinander. Es war vermutlich Steiner, der sie anregte, über Novalis zu promovieren. Das Thema ihrer Dissertation, die von den Professoren Max Herrmann, Berlin, und Gustav Ehrismann, Greifswald, betreut wurde, lautete: Die Lehrlinge zu Sais von Novalis. Ihre wissenschaftliche Leistung bewertete Ehrismann mit folgenden Worten:
„Eine ganz ausgezeichnete Arbeit... vermöge einer tiefen wissenschaftlichen Bildung und der Fähigkeit, den Stoff auf sowohl analytischem als synthetischem Wege zu begreifen... Auch die am 29. Juli 1919 ausgezeichnet bestandene mündliche Prüfung zum Doktor der Philosophie verleiht ihr die mit dieser Würde verbundenen Rechte.“
Als 1919 in Stuttgart die erste Waldorfschule gegründet wurde, übernahm Heydebrand, die „geborene Pädagogin“ (Steiner), die fünfte Klasse mit 47 Kindern. Ab 1924 redigierte sie die Zeitschrift Die Freie Waldorfschule, dann von 1927 bis 1932 das Organ Zur Pädagogik Rudolf Steiners und ab 1932 gemeinsam mit Friedrich Hiebel das Nachfolgeorgan der Waldorfschulbewegung Erziehungskunst. Nach Steiners Tod 1925 kam es zu Spaltungen innerhalb der anthroposophischen Bewegung bzw. der Anthroposophischen Gesellschaft. In deren Folge verließ Heydebrand 1934 die Schule.
Caroline von Heydebrand hielt viele Vorträge zur Waldorfpädagogik im In- und Ausland. Nach ihrem Weggang von Stuttgart sowie bedingt durch ihren Konflikt mit den Nazis, die am 6. April 1938 ihre Schriften verboten, hielt sie sich überwiegend in Holland und England auf. Die letzten Lebensjahre verbrachte die Anthroposophin im Ausland. Sie war vor allem an holländischen und englischen Waldorfschulen tätig. Trotz schlechter körperlicher Verfassung reiste sie noch nach Gerswalde, in der Uckermark, einem vormaligen Stammgut der Familie von Arnim, um sich mit Freunden zu treffen. Kurz darauf erkrankte sie schwer und starb im dortigen Schloss. Ihre Urne wurde auf dem Familienfriedhof in Klein-Tschunkawe (Gemeinde Milicz) beigesetzt.
Ein 1951 gegründetes Kinderheim und eine Kleinklassenschule in Berlin wurden nach ihr benannt.
Noch eine Richtigstellung: Franz-Michael Konrad schreibt in seinem Buch Der Kindergarten. Seine Geschichte von den Anfängen bis zur Gegenwart, dass Caroline von Heydebrand „die Begründerin des Stuttgarter Waldorfkindergartens“ gewesen sei. Dem ist nicht so. Dieser erste Kindergarten nach den Grundsätzen der Waldorfpädagogik wurde von Elisabeth von Grunelius ins Leben gerufen.

## Schriften (Auswahl)
- Gegen Experimental-Psychologie und -Pädagogik, Stuttgart 1921.
- Vom Spielen des Kindes. Das Kind beim Malen, Stuttgart 1927; 5. A. ebd. 1988, ISBN 3-88069-040-5.
- Der Sonne Licht. Lesebuch für Jung und Alt (auch: Lesebuch der Freien Waldorfschule für das zweite und dritte Schuljahr). Mit 4 mehrfarbigen und 4 Schwarz-Weiß-Zeichnungen von Kindern der Waldorfschule (Hrsg.), Waldorfschul-Spielzeug & Verlag, Stuttgart 1928; 2. A. ebd. 1930; 18. A. ebd. 2011, ISBN 978-3-88069-408-8.
- Vom Lehrplan der Freien Waldorfschule, Stuttgart 1931; 11. A. ebd. 2009, ISBN 978-3-7725-2520-9.
- Vom Seelenleben des Kindes. Hrsg. v. Maria Röschl, Stuttgart 1939.
  - Neuausgabe als: Vom Seelenwesen des Kindes, Stuttgart 1949; 12. A. ebd. 1997, ISBN 3-88069-192-4.
- Und Gott sprach.... Biblisches Lesebuch für das 3. Schuljahr der Freien Waldorfschule (Hrsg. Ernst Uehli), Stuttgart 1930; Neuausgabe ebd. 1987, ISBN 3-88069-039-1.
- Kindheit und Schicksal. Aus den Anfangsjahren der Freien Waldorfschule, Stuttgart 1958